# 皮若
皮若（法語：Pujaut，法語發音：[pyʒo]）是法国奥克西塔尼大区加尔省的一个市镇，位于该省东部，属于尼姆区和大阿维尼翁城市圈公共社区。

## 地理
皮若（44°0'17"N, 4°46'29"E）面积23.5 平方千米，位于法国奧克西塔尼大區加尔省，该省份为法国南部沿海省份，南端濒地中海，北起顺时针与阿尔代什省、沃克吕兹省、罗讷河口省、埃罗省、阿韦龙省和洛泽尔省接壤。
与皮若接壤的市镇（或旧市镇、城区）包括：罗谢福尔迪加尔、罗克莫尔、索沃泰尔、塔韦勒、阿维尼翁新城。

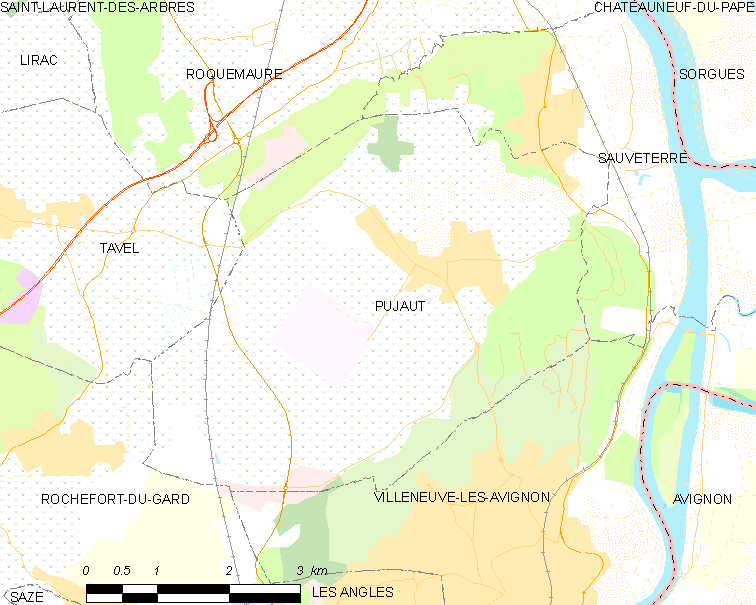
皮若的OSM定位图

皮若的时区为UTC+01:00、UTC+02:00（夏令时）。

## 行政
皮若的邮政编码为30131，INSEE市镇编码为30209。

## 政治
皮若所属的省级选区为阿维尼翁新城县。

## 人口

1962-2008年间皮若人口变化图示

皮若于2022年1月1日时的人口数量为3911人。